# Cavern City Air Terminal
Il Cavern City Air Terminal (IATA: CNM, ICAO: KCNM) è un aeroporto della contea di Eddy, nel Nuovo Messico, negli Stati Uniti d'America, appartenente alla città di Carlsbad. 

## Descrizione
Si trova a 9 km a sud-ovest del centro direzionale di Carlsbad, copre un'area pari a 801 ettari ed è dotato di quattro piste.

## Storia
Il Cavern City Air Terminal venne inaugurato nel 1942 ed era utilizzato dall'esercito americano. Venne adibito ad aeroporto civile nel 1945, quando cessò il conflitto mondiale.